# W obronie Sekstusa Roscjusza

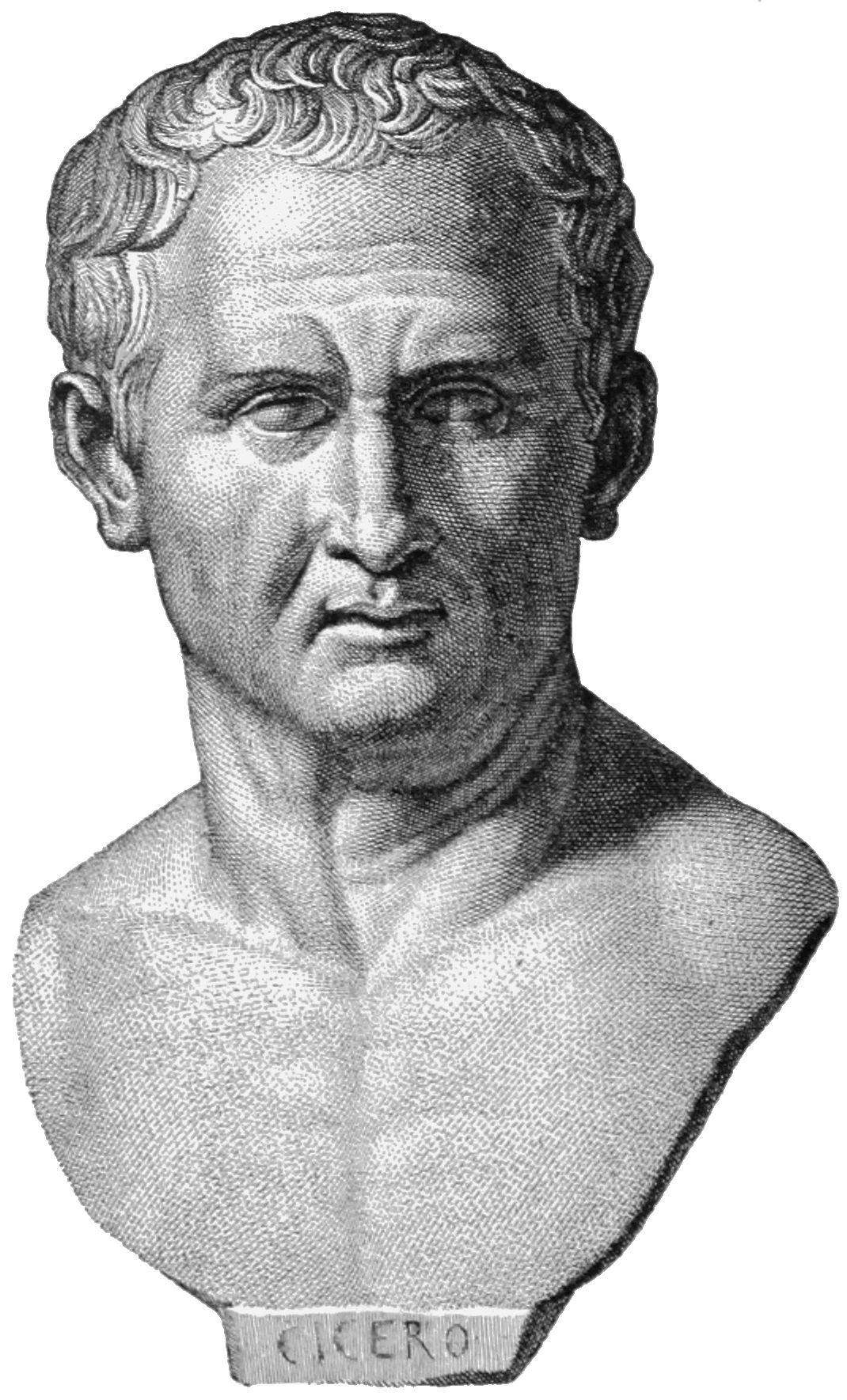
Szkic oryginalnego rzymskiego popiersia Cycerona

W obronie Sekstusa Roscjusza (łac. Pro Sexto Roscio Amerino) – druga z opublikowanych mów Cycerona,  wygłoszona w okresie dyktatury Lucjusza Korneliusza Sulli, w obronie oskarżonego o ojcobójstwo Sekstusza Roscjusza (ok. 80 p.n.e.). Ze względu na odważnie poruszony wątek polityczny przyniosła autorowi rozgłos i uznanie.

## Śmierć Sekstusa Roscjusza (starszego)

### Tło polityczne
Odpowiedzią na I wojnę domową wywołaną przez wybitnego przywódcę popularów Mariusza była dyktatura sullańska. Miała ona za zadanie umocnienie pozycji starej arystokracji, w przechodzącej od kilku dziesięcioleci dynamiczne przemiany rzymskiej civitas. Rozpoczęte w tym celu prześladowania przeciwników politycznych i konfiskaty ich mienia pozwoliły Sulli i jego najbliższemu otoczeniu na zgromadzenie ogromnych majątków. Szybko okazało się jednak, że wcale nie trzeba przynależeć do wrogiej frakcji aby trafić na listy proskrypcyjne. Część starej arystokracji zaczynała okazywać zniecierpliwienie.

### Zabójstwo
Sekstus Roscjusz był sześćdziesięcioletnim, ustosunkowanym i mieszkającym na stałe w Rzymie latyfundystą z Ameli. Jego syn również Sekstus mieszkał na prowincji i zajmował się zarządzaniem majątkiem. Starszy z Roscjuszy został którejś nocy (roku 81 p.n.e.) napadnięty i zamordowany koło Łaźni Pallacyńskich. 
Wysłany z wiadomością o śmierci arystokraty Maliusz Glaucja, przybywszy do Amerii udał się w pierwszej kolejności do skłóconej z nim od dłuższego czasu rodziny. Dwaj krewniacy ofiary Tytusowie Roscjusze: Magnus i Kapiton postanowili skorzystać z okazji i przejąć majątek zmarłego. Skontaktowali się w tym celu z bliskim współpracownikiem dyktatora Sulli, znanym z tego typu procederów, greckim wyzwoleńcem Chryzogonosem. Wpisał on zamordowanego na sfałszowane listy proskrypcyjne, co pozwoliło trójce spiskowców odkupić majątek wart 6 milionów sestercji za ułamek tej kwoty. Wyzuty z ojcowizny i obawiający się o swoje życie Sekstus Roscjusz (młodszy) postanowił schronić się w Rzymie, wśród możnych przyjaciół zmarłego ojca.

### Oskarżenie
Zaistniałe wydarzenia wzbudziły wielką konsternację. Dekurionowie umbryjskiego municypium zachodzili w głowę jak to możliwe, że znany z konserwatywnych poglądów Sekstus Roscjusz trafił na listy proskrypcyjne? Uznano, że to pomyłka i postanowiono interweniować w Rzymie. Delegacja kierowana przez jednego z krewniaków Roscjusza, z którego  roli nie zdawano sobie sprawy, trafiła jednak do Chryzogonosa, a nie samego Sulli. Spiskowcy zrozumieli także, że nie będą mieli spokoju, dopóki żyje prawowity spadkobierca, w imieniu którego interweniowano. Nie mogąc zgładzić Sekstusa (pilnowanego przez potężnych przyjaciół ojca) postanowili go oskarżyć.
Oskarżenie wniósł niejaki Gajusz Erucjusz, a rozprawa miała się odbyć przed zreformowanym przez dyktatora sądem (złożonym wyłącznie z senatorów, w oparciu o nowe niezwykle surowe prawo lex Cornelia de sicariis et veneficiis łac. ustawa o zabójcach i trucicielach). Przedmiotem oskarżenia było ojcobójstwo (łac. parricidium).

## Obrona
Ze względu na osobę Chryzogonosa obrony Sekstusa Roscjusza odmówili wszyscy znani prawnicy z Hortensjuszem na czele. O reprezentowanie oskarżonego poproszono więc młodego Cycerona, który był na tyle mało znany, że strona oskarżająca uznała go za nieszkodliwego i jednocześnie jego mocodawcy byli na tyle wpływowi, że młody prawnik mógł się czuć bezpiecznie. Przyjaciele Roscjusza wśród nich Cecylia Metella (Balearyjska), jej mąż Appiusz Klaudiusz Pulcher, Publiusz Serwiliusz Watia Izauryjski i wielu innych stawili się na Rostrze w formie tzw. advocati. Mieli oni dosyć panoszącego się i wszechwładnego wyzwoleńca, wykorzystującego sytuacje polityczną do gromadzenia dóbr należących niegdyś do rzymskich obywateli. Cyceron w pierwszych słowach swojej mowy przedstawił najważniejszy aspekt zaistniałej sytuacji: Ci wszyscy, którzy są tutaj obecni, uważają, że w tej sprawie należy bronić człowieka skrzywdzonego; (...) Gdyby jednak jeden z tych tak wybitnych i dostojnych mężów, których tu widzicie, zabrał głos i wspomniał o położeniu rzeczypospolitej – czego w tej sprawie nie można pominąć – mniemano by, że daleko więcej powiedział, niż powiedział istotnie (Pro Sexto Roscio Amerino I.1-2).

### Oracja
Obrona okazała się niebywale prosta. Po pierwsze brakowało świadków potwierdzających oskarżenie. Po drugie Sekstus Roscjusz został zamordowany w Rzymie, w czasie gdy jego syn przebywał w Amerii i najważniejsza rzecz: na śmierci ojca tracił oskarżony, a zyskiwał kto inny. Co więcej bardzo pomocna okazała się niedbałość prokuratora, który dufny w potęgę Chryzogonosa, całkowicie zlekceważył Cycerona (Takiej postawie sprzyjał fakt, iż ten do tej pory występował jedynie w sprawach cywilnych i było to dla niego pierwsze wystąpienie w tzw. quaestio publica). Młody prawnik nie omieszkał mu tego wypomnieć: tak sobie cały sąd i całe zgromadzenie lekceważył, jak gdyby tu w ogóle nikogo nie było (Pro Sexto Roscio Amerino XXI.59). 
Obrona szybko zaczęła przekształcać się w oskarżenie. Cały passus pomiędzy §35.98, a §42.123 poświęcony jest odwróceniu winy i przytoczeniu argumentów za tym, iż to najprawdopodobniej rodzina zamordowała Sekstusa. Bo jak inaczej wytłumaczyć fakt, że Maliusz Glaucja poinformował o napadzie krewnych a nie syna ofiary? Dlaczego był na nogach w środku nocy? Skąd miał wiadomość? Dlaczego wybrał Kapitona? Nie znam odpowiedzi na to pytanie (...) Wiem tylko, że (Kapiton) jest dzisiaj właścicielem trzech najlepszych z trzynastu posiadłości (Pro Sexto... XXXV.99).
Kolejny fragment to atak na znienawidzonego Greka. I w tym przypadku, pomimo młodego wieku, Cyceron wykazał się mistrzowskim wyczuciem spraw politycznych. Zgodnie z zasadą divide et impera oddzielił dyktatora od sługi i starał się wykazać, że atakując Chryzogonosa działa niejako na korzyść Sulli. Bowiem nie ma tak szczęśliwego człowieka, który by wśród tak wielkiej liczby domowników nie miał złego niewolnika czy wyzwoleńca  (Pro Sexto... VIII.22). Po czym, najpierw obsypawszy dyktatora pochlebstwami, wyraził powszechnie wzrastające zniecierpliwienie: Czyż nobilitas po to z orężem w ręku opanowała znów ster rzeczypospolitej, aby wyzwoleńcy i najpodlejsi niewolnicy (...) mogli dowolnie zabierać nasze majątki i dobra? (pro Sexto... 47.137). Proces zakończył się uwolnieniem od zarzutu młodego Roscjusza i pomimo tego, że nie odzyskał on swojej fortuny, uniewinnienie (w tych okolicznościach) uznano za wielki sukces.

## Styl
Mowa zbudowana została zgodnie z zasadami zalecanymi w tamtych czasach przez najlepsze podręczniki retoryki. Otwiera ją proemium (łac. wprowadzenie; §§ 1-14), po czym następuje narratio (łac. narracja; §§ 15-34) i partitio (łac. klasyfikacja; § 35). Partitio dzieli się na trzy argumentatio, z których pierwszy dotyczy obalenia dowodów oskarżenia (a w zasadzie wykazania ich braku), drugi bezsprzecznego udziału krewnych w morderstwie, a trzeci osoby ustosunkowanego wyzwoleńca. Mowę kończy peroratio  (łac. wniosek; §§143-154).
Już we wprowadzeniu padło nazwisko Chryzogonaosa (Pro Sexto... 2.6), czego nikt się nie spodziewał. Sprawiło to, że wzrosło napięcie i wszyscy zebrani czekali z uwagą na dalszą część mowy. Od tej chwili zaczęli ludzie tu i ówdzie wybiegać, widocznie, by powiadomić Chryzogonosa, że znalazł się w Rzymie człowiek, który wbrew jego woli ośmielił się przemawiać (...), że sędziowie pilnie słuchają, że lud się oburza (Pro Sexto... 22.60). Swojego klienta natomiast Cyceron „przyozdobił” we wszystkie cnoty wiejskiego życia, przeciwstawiając chciwemu Grekowi nieomal Romulusa we własnej osobie. Ten kontrast miał oddziaływać na emocje słuchaczy i sprawiał, że mowa przez cały czas jej trwania trzymała w napięciu. Bez wątpienia pomagał w tym styl azjański, bogaty i nieco zmanierowany formalnie, antyteza attycyzmu.

### Przyjęcie
Sukces tej mowy miał dwa aspekty. Po pierwsze otwierał Cyceronowi drogę do prawdziwej kariery, o czym po latach wspominał: od tej chwili zwracano się do mnie w ważnych sprawach z prośbą o podjęcie obrony (Brutus 90.312). Umacniał także zdobytą wcześniej w trakcie sprawy Publiusza Kwinkcjusza opinię obrońcy przed niesprawiedliwością: Największa sława i znaczenie rodzą się wtedy, gdy się staje w czyjejś obronie, a zwłaszcza jeśli się przychodzi z pomocą człowiekowi, na którego zdaje się nastawać ktoś możny (De Officis II.14). Najważniejszą kwestią pozostaje jednak fakt, że mowa do dziś dnia uznawana jest za kompozycyjne arcydzieło sztuki oratorskiej.